# Canari (Rebsorte)
Canari ist eine Rotweinsorte. Ursprünglich in Frankreich beheimatet, fand sie mit Einwanderern den Weg nach Südamerika.
Am weitesten verbreitet ist sie in Argentinien, wo sie jedoch lange Zeit mit der Sorte Pinot gris verwechselt wurde. Dieser Irrtum wurde erst Mitte des 20. Jahrhunderts durch den Franzosen Paul Truel aufgeklärt. Kleinere Bestände sind auch noch in Frankreich bekannt.
Die Sorte reift unter vergleichbaren Bedingungen ca. 20 Tage nach dem Gutedel und gilt somit im mitteleuropäischen Bereich als spätreifend. Sie ist wuchskräftig und sehr ertragsstark. Die Weine sind hellrot, verfügen nur über einen niedrigen Alkoholgehalt und sind von mäßiger Qualität. Die Weine sollten in ihrer Jugend getrunken werden. Canari ist eine Varietät der Edlen Weinrebe (Vitis vinifera). Sie besitzt zwittrige Blüten und ist somit selbstfruchtend. Beim Weinbau wird der ökonomische Nachteil vermieden, keinen Ertrag liefernde, männliche Pflanzen anbauen zu müssen.
Verschiedentlich wurden die Mutationen Canari gris und Canari blanc gefunden.

## Synonyme
Die Rebsorte Canari ist auch unter den Namen Balzac, Belle-Citat, Bidan, Blanchette Rouge, Blanquette Rouge, Boudalès, Bourgogne, Caillaba, Canari noir, Canaril, Carcassès, Cargo-Nalt, Chalosse noire, Cot à queue rouge, Cot à queue verte, Cot vertes, Côt vert du Saumurois, Esquisse-Braguette, Folle noir de la Vienne, Folle noire, Gamay de malain, Gamay malain, Grosse Négrette, Oeil de Chope, Ondane, Ondenc noir (nicht zu verwechseln mit der Rebsorte Ondenc), Sainte-Helène, Pinot gris Mendoza (irrtümlich), Ugne noir